# Spectamen bellulus
Spectamen bellulus is een slakkensoort uit de familie van de Solariellidae. De wetenschappelijke naam van de soort is voor het eerst geldig gepubliceerd in 1869 door Angas.